# 이지희 (골프 선수)
이지희(1979년 2월 12일~)는 대한민국의 골프 선수이다.